# Détecteur Tcherenkov
Un détecteur Tcherenkov est un détecteur de particules.
Une particule chargée à vitesse v qui traverse un milieu d’indice de réfraction n polarise les atomes tout au long de son parcours, qui deviennent des dipôles électriques. Ces dipôles émettent un rayonnement électromagnétique.
Si la vitesse de particule ne dépasse pas celle de la lumière dans ce milieu, c’est-à-dire {\displaystyle v<c/n}, les rayonnements des dipôles de deux côtés du parcours s’annulent. Si {\displaystyle v>c/n}, la matière en aval ne peut être polarisée, le champ créé par la particule se propageant moins vite que celle-ci. Un rayonnement net en résulte, qui constitue l’effet Tcherenkov.
La perte d’énergie par le rayonnement Tcherenkov est négligeable (~1 % de la perte par ionisation). Le rayonnement se produit dans tous les milieux transparents, y compris les scintillateurs. Mais la scintillation est ~100 fois plus intense.
Le seuil de rayonnement Tcherenkov est {\displaystyle \beta >1/n}. Au seuil, le rayonnement est émis en avant (Theta c=0). L’existence du seuil pour le rayonnement Tcherenkov est exploité pour distinguer les particules chargées des masses différentes. Ce sont des compteurs Tcherenkov à seuil.
Les particules chargées plus lourdes que mseuil n’émettent pas de rayonnement Tcherenkov. On peut ainsi distinguer les particules chargées plus lourdes ou plus légères que mseuil dans un faisceau. Par exemple, dans un faisceau mélangé d’électrons et de pions chargés, on peut déclencher sur les électrons en mettant mseuil > mp. On utilise souvent un compteur Cherenkov à gaz, puisque l’indice de réfraction n est facilement réglé avec la pression du gaz.
Plusieurs compteurs à seuil peuvent également être enchaînés pour pouvoir distinguer plusieurs particules de même impulsion en même temps. Par exemple en combinant 3 compteurs avec n1 > n2 > n3 correctement choisis, on peut différencier les pions, les kaons et les protons.